# Ohura
La ville d'Ohura est une petite localité située dans l’ouest de l’Île du Nord de Nouvelle-Zélande.

## Situation
Ohura est localisée vers l’ouest de la ville de Taumarunui, dans une zone connue sous le nom de “ King Country”, à l’intérieur de la région de Manawatu-Wanganui.
Elle siège sur les berges de la rivière Mangaroa, un affluent de la rivière Ohura, qui est elle-même un affluent du fleuve Whanganui.

## Activités économiques
Ohura est le centre des mines de charbon en fonctionnement dans cette région dans les environs des années de 1965, où auparavant les mines, le réseau de chemin de fer et l’agriculture constituaient l’essentiel de l’économie locale.

## Population
Lors du recensement de 2006, la population de Ohura était de165 personnes, en diminution de 57 résidents par rapport à 2001.
En 2013, la population a chuté à 129 résidents.

## Caractéristiques
Un élément dont la ville est fière, est le musée d’Ohura, qui fournit un dépôt pour l’essentiel de l’histoire de Ohura et de la zone alentour.

## Personnalités notables
- Frank Glasgow, un "All Black" (rugby union) en 1905, premier ‘Bank Manager’[4].
- Hazel Wilson, JP, (Mrs Vivian Hazel Wilson) récipiendaire de la queen‘s service médal : pour ses services pour la communauté [5].
- Jim Woodhouse, QSM,JP, membre de la Société d'Histoire de Wesley, commerçant local et prècheur de la loi chez les Méthodistes [6].